# Rick Gonzalez
Rick Gonzalez (New York, 30 giugno 1979) è un attore statunitense.
È principalmente conosciuto per i ruoli di Timo Cruz nel film Coach Carter, di Ben Gonzalez nella serie televisiva Reaper - In missione per il Diavolo e di Renè Ramirez / Wild Dog nella serie televisiva Arrow.

## Carriera
Di origini dominicane e portoricane, Rick Gonzales inizia la sua carriera di attore nel 1997. Debutta nel 2001, interpretando una piccola parte nel film Crocodile Dundee 3, a cui seguono vari ruoli, di importanza sempre maggiore, in film come Coach Carter, Un sogno, una vittoria, Biker Boyz, Old School, La guerra dei mondi e Pulse.
Nel corso della sua carriera ha inoltre collezionato numerose apparizioni in serie televisive: Law & Order - Unità vittime speciali (2000), Il tocco di un angelo (2000), E.R. - Medici in prima linea (2001), Buffy l'ammazzavampiri (2002), The Shield (2002), CSI: Miami (2006), Castle (2010) e Lie to Me (2010). Di recente, è stato il coprotagonista di Reaper - In missione per il Diavolo nel ruolo di Ben Gonzalez. 
Gonzalez è inoltre protagonista nel video del 2011 Judas di Lady Gaga.
Dal 2016 interpreta un personaggio dei fumetti DC Comics, il vigilante Wild Dog nella quinta stagione di Arrow.

## Filmografia parziale

### Cinema
- Crocodile Dundee 3, regia di Simon Wincer (2001)
- Laurel Canyon - Dritto in fondo al cuore (Laurel Canyon), regia di Lisa Cholodenko (2002)
- Un sogno, una vittoria (The Rookie), regia di John Lee Hancock (2002)
- Biker Boyz, regia di Reggie Rock Bythewood (2003)
- Old School, regia di Todd Phillips (2003)
- La guerra dei mondi (War of the Worlds), regia di Steven Spielberg (2005)
- Coach Carter, regia di Thomas Carter (2005)
- Pulse, regia di Jim Sonzero (2006)
- Presagio finale - First snow (First Snow), regia di Mark Fergus (2006)
- Illegal Tender, regia di Franc. Reyes (2007)
- Pride and Glory - Il prezzo dell'onore (Pride and Glory), regia di Gavin O'Connor (2008)
- Parto con mamma (The Guilt Trip), regia di Anne Fletcher (2012)
- Deuces, regia di Jamal Hill (2016)

### Televisione
- Law & Order - Unità vittime speciali (Law & Order: Special Victims Unit) – serie TV, episodi 1x16, 24x22 (2000-2023)
- Il tocco di un angelo (Touched by an Angel) – serie TV, 1 episodio (2000)
- E.R. - Medici in prima linea (ER) – serie TV, 1 episodio (2001)
- Buffy l'ammazzavampiri (Buffy the Vampire Slayer) – serie TV, 1 episodio (2002)
- The Shield – serie TV, 1 episodio (2002)
- CSI: Miami – serie TV, 1 episodio (2006)
- Reaper - In missione per il Diavolo (Reaper) – serie TV, 31 episodi (2007-2009)
- Dark Blue – serie TV, 1 episodio (2010)
- Castle – serie TV, 1 episodio (2010)
- Lie to Me – serie TV, 1 episodio (2010)
- Bones - serie TV, 1 episodio (2011)
- Rush – serie TV, 9 episodi (2014)
- Mr. Robot – serie TV, 2 episodi (2015)
- Rosewood – serie TV, 1 episodio (2015)
- Arrow – serie TV, 76 episodi (2016-2020)
- Legends of Tomorrow – serie TV, 1 episodio (2017)
- Il simbolo perduto (The Lost Symbol) – serie TV, 9 episodi (2021)
- Law & Order: Organized Crime – serie TV, 39 episodi (2022-in corso)

### Doppiatore
- Predator: Killer dei Killer (Predator: Killer of Killers), regia di Dan Trachtenberg e Joshua Wassung (2025)

### Videoclip
- Judas di Lady Gaga (2011)

## Doppiatori italiani
Nelle versioni in italiano delle opere in cui ha recitato, Rick Gonzalez è stato doppiato da:
- Paolo Vivio in Buffy - L'ammazzavampiri, The Shield, Pulse, Cold Case - Delitti irrisolti, Law & Order: Organized Crime , Law & Order - Unità vittime speciali
- Simone Crisari in E.R. - Medici in prima linea, La guerra dei mondi, Reaper - In missione per il Diavolo, Castle
- Davide Lepore in Coach Carter, The Closer
- Luca Mannocci in Arrow, Legends of Tomorrow
- Carlo Scipioni in CSI - Scena del crimine
- Alessandro Quarta in CSI: Miami
- Guido Di Naccio in Blue Bloods
- Roberto Gammino in Rush
- Mirko Mazzanti in The Protector
- Massimo Triggiani ne Il simbolo perduto

Da doppiatore è stato sostituito da:
- Gabriele Vender in Predator: Killer dei Killer